# Апостольский нунций на Сейшельских Островах
Апостольский нунций в Республике Сейшельские Острова — дипломатический представитель Святого Престола на Сейшельских Островах. Данный дипломатический пост занимает церковно-дипломатический представитель Ватикана в ранге посла. Апостольская нунциатура на Сейшельских Островах была учреждена на постоянной основе 27 июля 1984 года.
В настоящее время Апостольским нунцием на Сейшельских Островах является архиепископ Томаш Грыса, назначенный Папой Франциском 9 февраля 2023 года.

## История
Апостольская нунциатура на Сейшельских Островах была учреждена 27 июля 1984 года, бреве «Ut Ecclesiae ipsius» Папы Иоанна Павла II. Однако апостольский нунций не имеет официальной резиденции на Сейшельских Островах, в его столице Виктория и является апостольским нунцием по совместительству, эпизодически навещая страну. Резиденцией апостольского нунция на Сейшельских Островах является Антананариву — столица Мадагаскара.

## Апостольские нунции на Сейшельских Островах

### Апостольские про-нунции
- Клементе Факкани, титулярный архиепископ Серра — (7 февраля 1985 — 14 мая 1994, в отставке).

### Апостольские нунции
- Бласку Франсишку Колласу, титулярный архиепископ Оттавы — (14 мая 1994 — 13 апреля 1996 — назначен апостольским нунцием в Болгарии);
- Адриано Бернардини, титулярный архиепископ Фалери — (15 июня 1996 — 24 июля 1999 — апостольским нунцием в Таиланде, Сингапуре и Камбодже, апостольский делегат в Брунее, Лаосе, Малайзии и Мьянме);
- Бруно Музаро, титулярный архиепископ Абари — (25 сентября 1999 — 10 февраля 2004 — назначен апостольским нунцием в Гватемале);
- Августин Касуйя, титулярный архиепископ Кесарии Нумидийской — (22 апреля 2004 — 2 февраля 2010 — назначен апостольским нунцием в Нигерии);
- Юджин Мартин Наджент, титулярный архиепископ Домнах Сехнайлский — (13 марта 2010 — 10 января 2015 — назначен апостольским нунцием на Гаити);
- Паоло Рокко Гуальтьери, титулярный архиепископ Сагоне — (26 сентября 2015 — 6 августа 2022 — назначен апостольским нунцием в Перу);
- Томаш Грыса, титулярный архиепископ Рубикона — (9 февраля 2023 — по настоящее время).